# Amor Prohibido
Amor Prohibido ist das fünfte Studioalbum von Selena Quintanilla-Pérez.

## Geschichte
Diese CD kam im März 1994 heraus. Der Song Amor Prohibido handelt von einer „verbotenen“ Liebe, Bidi Bidi Bom Bom ist ein Popsong, Cobarde und El Chico Del Apartamento 512 sind volkstümliche Lieder und Fotos y Recuerdos ist eine ironische Geschichte darüber, dass einem nur Fotos und Erinnerungen bleiben. No Me Queda Mas handelt davon, dass jemand dem Ende entgegensieht und trotzdem seine Würde und Selbstachtung behält.

## Titelliste
1. Amor Prohibido
2. No me queda mas
3. Cobarde
4. Fotos y recuerdos
5. El chico del apartamento 512
6. Bidi Bidi Bom Bom
7. Techno Cumbia
8. Tus desprecios
9. Si una vez
10. Ya no

## Rezeption
Auf der Liste der 500 besten Alben aller Zeiten laut dem US-amerikanischen Rolling Stone erreichte es 2020 Platz 479.

## Kommerzieller Erfolg

### Chartplatzierungen
| ChartsChartplatzierungen             | Höchstplatzierung | Wochen |
| ------------------------------------ | ----------------- | ------ |
| Vereinigte Staaten (Billboard)       | 29 (24 Wo.)       | 24     |
| Vereinigte Staaten (Billboard Latin) | 1 (207 Wo.)       | 207    |

### Auszeichnungen für Musikverkäufe
| Land/Region               | Auszeichnungen für Musikverkäufe (Land/Region, Auszeichnung, Verkäufe) | Verkäufe    |
| ------------------------- | ---------------------------------------------------------------------- | ----------- |
| Vereinigte Staaten (RIAA) | 2× Platin                                                              | (2.000.000) |
| Vereinigte Staaten (RIAA) | 4× Diamant · + Platin (Latin)                                          | 2.460.000   |
| Insgesamt                 | 3× Platin · 4× Diamant ·                                               | 2.460.0000  |